# Schwedische Eishockeymeisterschaft 1943
Die Saison 1943 war die 21. Austragung der schwedischen Eishockeymeisterschaft. Meister wurde zum insgesamt sechsten Mal in der Vereinsgeschichte Hammarby IF.

## Meisterschaft

### Qualifikation
- BK Forward – Nacka SK 1:4
- Forshaga IF – Tranebergs IF 0:2
- Mora IK – Brobergs IF 5:3
- Wifsta/Östrands IF – IFK Nyland 4:1
- Brynäs IF – IF Vesta 9:2
- IF Verrdandi – Norrköpings AIS (W)
- Surahammars IF – UoIF Matteuspojkarna 0:3
- AIK Solna – Västerås IK 5:2

### Erste Runde
- AIK Solna – Norrköpings AIS (W)
- Mora IK – Brynäs IF 1:0
- Karlbergs BK – Nacka SK 1:5
- Wifsta/Östrands IF – IK Göta 0:1
- Reymersholms IK – Årsta SK 2:3
- Tranebergs IF – UoIF Matteuspojkarna 2:3

### Viertelfinale
- Mora IK – Hammarby IF 1:7
- UoIF Matteuspojkarna – Södertälje SK 4:6
- Årsta SK – IK Göta 1:8
- Nacka SK – AIK Solna 3:7

### Halbfinale
- Hammarby IF – Södertälje SK 3:2
- IK Göta – AIK Solna 4:3

### Finale
- Hammarby IF – IK Göta 4:1